# Nepociano das Astúrias
Nepociano  foi um conde Visigodo eleito em 842 para suceder Afonso II como Rei das Astúrias. Fontes posteriores alegam que ele seria cunhado de Afonso II. As crônicas mais antigas alegam que Nepociano seria um parente de Afonso II, não especificando sua relação com ele. Por vezes ele é identificado com um homem de mesmo nome que é mencionado em uma carta do rei Silo das Astúrias, mas se eles fosem a mesma pessoa, Nepociano já teria mais de 90 anos ao ser eleito.
Ainda em 842, outro parente de Afonso II, Ramiro, derrotou Nepociano na Batalha da Ponte de Cornellana, perto do rio Narcea, e se tornou rei das Astúrias. Após sua ascensão ao trono, o sistema de sucessão por eleição, que vinha sendo usado até então, foi abandonado.